# Dorfkirche Tromlitz

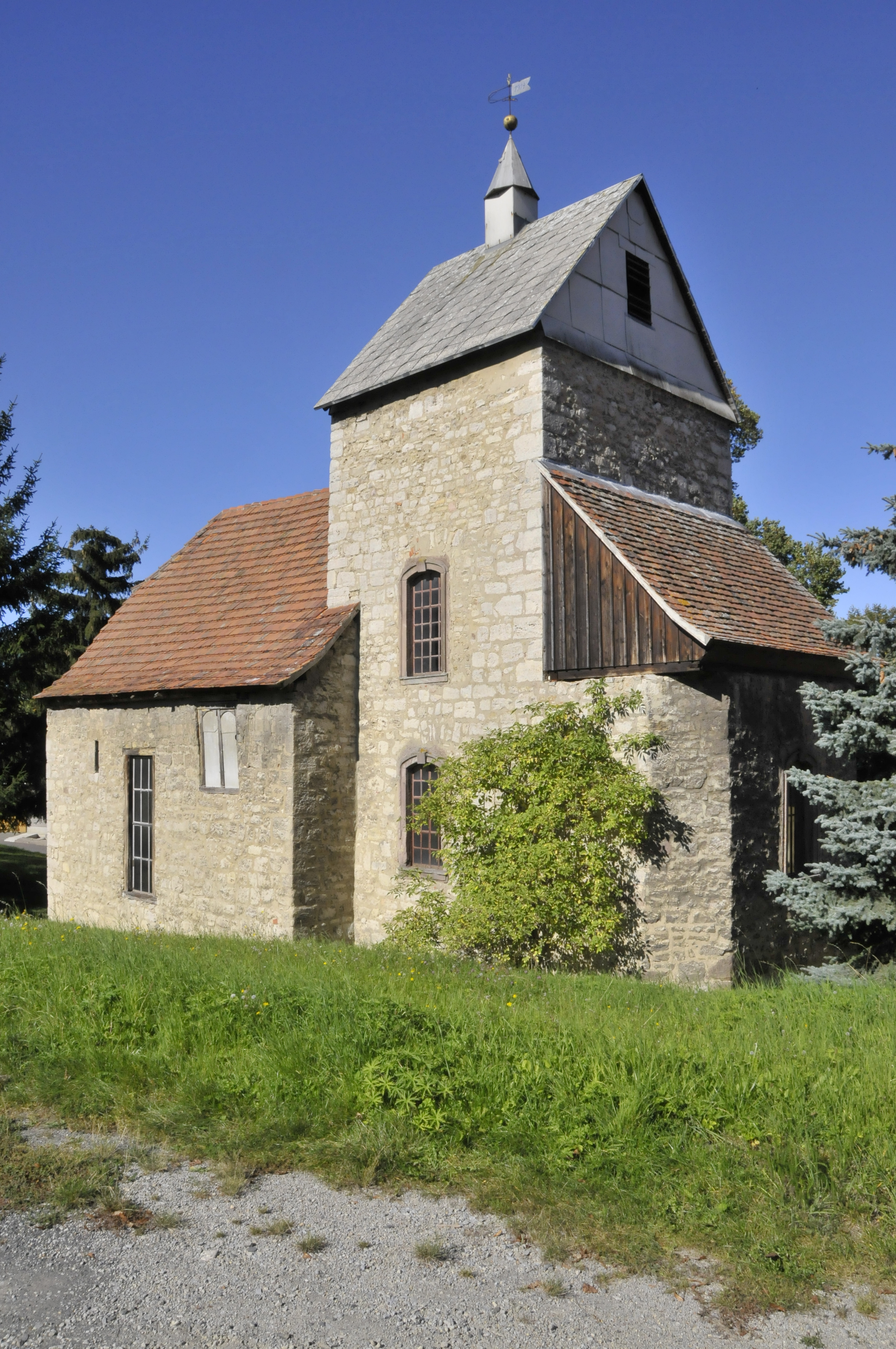
Dorfkirche Tromlitz

Die evangelische Dorfkirche Tromlitz steht im Ortsteil Tromlitz der Stadt Blankenhain im Landkreis Weimarer Land in Thüringen.

## Lage
Auf dem alten Burggelände, wo auch noch Vorgängerkirchen standen, befindet sich heute die Dorfkirche im mauerumgebenen Friedhof.

## Geschichte
Das Kirchenschiff ist ein breiter Saalbau mit dreiseitigem Chorabschluss, sehr hohem Satteldach und einem quadratischen Turm. Der Turm mit Welscher Haube ist an der östlichen Vorderseite angebaut worden. Er wurde 1984 mit einem Kupferdach versehen. Am Turm befindet sich der Emporenaufgang. Das Haus besitzt spätgotische Vorhangfenster und im Untergeschoss befindet sich ein Raum mit Gewölbe.
1979 erhielt der Kanzelbau im Raum eine reiche Bemalung. Es wurde bei diesen Arbeiten eine rote Vorhangbemalung aus dem 17. Jahrhundert freigelegt und restauriert.
Stahlglocken von 1927 rufen in das Dorf.